# Jean Linden
Jean Jules Linden (* 3. Februar 1817 in Luxemburg (Stadt); † 12. Januar 1898 in Brüssel) war ein luxemburgisch-belgischer Botaniker. Er gilt als einer der „Väter“ der Orchideenforschung.

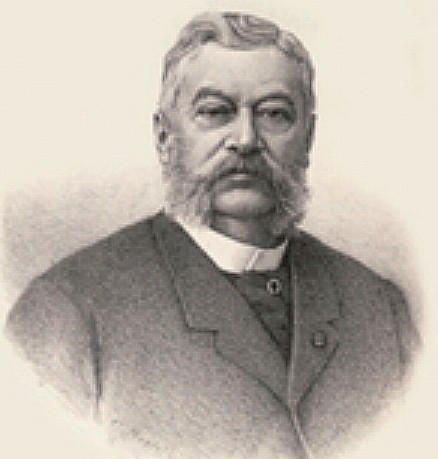
Jean Linden

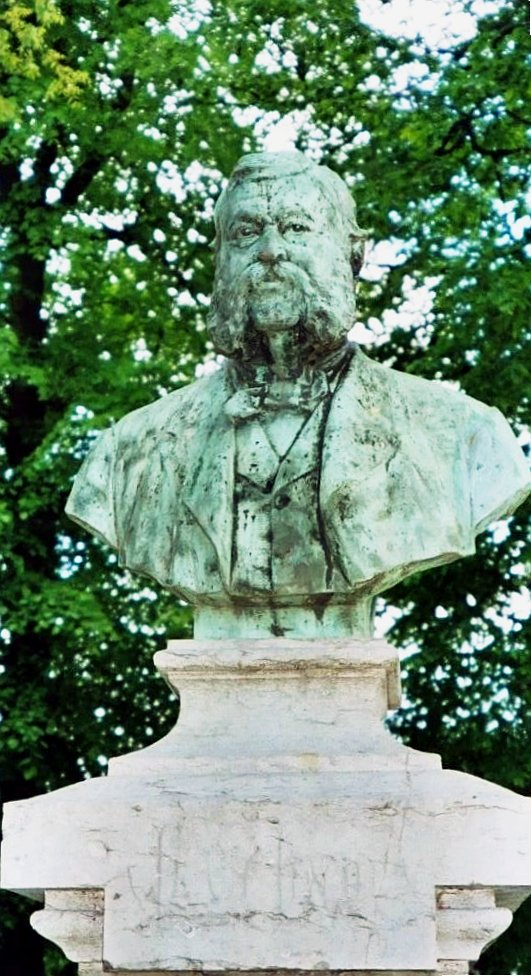
Statue von Jean Linden in Brüssel

## Leben
Jean Linden studierte in Brüssel und wurde 1835, mit 19 Jahren, von der belgischen Regierung auf eine Expeditionsreise geschickt, auf der er die Länder Mittel- und Südamerikas bereiste. Zeitweilig reiste er mit dem berühmten Forscher Alexander von Humboldt zusammen. Während der drei Reisen, zusammen etwa 10 Jahre lang, sendete er eine ganze Reihe bis dato unbekannter Pflanzen nach Europa.
Nach dem Ende seiner Reisetätigkeit (1845) kehrte er zuerst nach Luxemburg zurück. 1851 jedoch verschlug es ihn wieder nach Brüssel, wo er die Gesellschaft L’Horticole Coloniale gründete. In Gent und in Brüssel ließ er Treibhäuser bauen, um die besonders empfindlichen tropischen Arten kultivieren und züchten zu können. Seine so angelegte Sammlung von Orchideen wurde weltberühmt. Er verkaufte Orchideen in ganz Europa, bis an den russischen Zarenhof. Eine Orchideensorte trägt heute seinen Namen: Lindensis. Er war, zusammen mit seinem Sohn Lucien, der Autor eines reich illustrierten Buch über die Orchideen, das lange ein Standardwerk war. Unter anderem legte er die bekannte Sammlung von Jean-Pierre Pescatore auf dessen Schloss von La Celle-Saint-Cloud an.
Von 1851 bis 1861 war er Direktor des zoologischen und botanischen Gartens von Brüssel Parc Léopold, wo heute noch ein Denkmal an ihn erinnert.
Die Promenade des Anglais in Nizza wurde mit Palmen aus seiner Züchtung angelegt.
Eine Weile war Jean Linden auch Generalkonsul von Luxemburg in den USA.
Jean Linden starb im Alter von 80 Jahren in Brüssel.

## Widmungen
Ihm zu Ehren wurde die Gattung Lindenia Benth. aus der Pflanzenfamilie der Rötegewächse (Rubiaceae), die Gattung Lindeniopiper Trel. aus der Familie der Pfeffergewächse (Piperaceae) und Neolindenia Baill. aus der Familie der Akanthusgewächse (Acanthaceae) benannt.

## Schriften
- L’Illustration Horticole, Journal spécial des Serres et des Jardins, Gent-Brüssel 1854–1884 (Herausgegeben zusammen mit Charles Lemaire und Ambroise Verschaffelt. Nachdrucke 1868–1896; Lithographien von: Alfred Goosens, P. De Pannemaeker und J. Goffart).
- Pescatorea - Iconographie des Orchidées, 1854-1860, Brüssel 1860 (Reprint: Naturalia Publications, Turriers, 1994, 155 S.)
- Lindenia - Iconographie des Orchidées, 17 Bände, Brüssel, 1885–1906 (unter der alleinigen Leitung von Jean Linden von 1885 bis 1896, danach unter der Leitung seines Sohnes Lucien Linden).